# Vagnmakare
Vagnmakare är ett hantverksyrke. Vagnmakare tillverkar olika sorters vagnar för varutransport eller personbefordran. Historiskt har vagnstillverkning inbegripit flera kategorier hantverkare: hjulmakare och smeder förfärdigade axlar och hjul, medan vagnmakaren tillverkade de andra delarna av vagnens underrede. Snickare och korgmakare byggde vagnkorgar och eventuella läderdetaljer beställdes från sadelmakare.

## Vagnmakare i Sverige
Den först omnämnde vagnmakaren i Sverige var man vid namn Johannes i Vadstena. Han var under 1300-talet knuten till stadens kloster. Källor från 1525 nämner den i Stockholm verksamme "hiwlmakaren" Henrik. Yrkesutövarnas antal växte under slutet av 1500-talet och i början av seklet som följde, då vagnmakare återfanns även i Linköping förutom i Stockholm och Vadstena. Utom städerna var vagnmakeri länge en bisyssla till jordbruket. 